# Manuel Carrasco (football)
Pour les articles homonymes, voir Manuel Carrasco (homonymie) et Carrasco.
Manuel Carrasco, de son nom complet Avito Manuel Carrasco Alonso, né le 27 janvier 1894 à Saint-Sébastien et mort à une date inconnue est un footballeur espagnol. Il évoluait au poste de défenseur.

## Biographie

### En club
Manuel Carrasco est joueur du Rácing de Irún de 1912 à 1918,.
Il remporte deux Coupe d'Espagne en 1913 et en 1918,.
Il joue pendant la saison 1918-1919 avec la Real Sociedad,.
Carrasco revient à Irún ensuite, il raccroche les crampons en 1924,.

### En équipe nationale
Il fait partie du groupe espagnol médaillé d'argent aux Jeux olympiques de 1920 mais ne dispute aucun match durant le tournoi.

## Palmarès
| \| Rácing de Irún - Coupe d'Espagne (2) : - Champion : 1912-13 et 1917-18. \| |  | Espagne - Jeux olympiques : - Argent : 1920. |
| Rácing de Irún - Coupe d'Espagne (2) : - Champion : 1912-13 et 1917-18.       |  |                                              |